# Жадьки
Жа́дьки (укр. Жадьки) — село на Украине, основано в 1625 году, находится в Черняховском районе Житомирской области.
Код КОАТУУ — 1825683601. Население по переписи 2001 года составляет 603 человека. Почтовый индекс — 12311. Телефонный код — 4134. Занимает площадь 3,226 км².

## Адрес местного совета
12311, Житомирская область, Черняховский р-н, с. Жадьки, ул. Первомайская, 4